# Bahar Mulya
Bahar Mulya is een bestuurslaag in het regentschap Muaro Jambi van de provincie Jambi, Indonesië. Bahar Mulya telt 1345 inwoners (volkstelling 2010).